# مقاطعة باث (كنتاكي)
مقاطعة باث (بالإنجليزية: Bath County)‏ هي إحدى المقاطعات في ولاية كنتاكي في الولايات المتحدة الأمريكية.

## أعلام
- لينا بياتريس مورتون
- آلفين هوكينز
- جون ر. إيدن